# The Optimist (Anathema)
The Optimist è l'undicesimo album in studio del gruppo musicale britannico Anathema, pubblicato il 9 giugno 2017 dalla Kscope.

## Descrizione
The Optimist è un concept album che trae spunto dal sesto album A Fine Day to Exit del 2001. Il brano d'apertura, come spiegato dal chitarrista e compositore Daniel Cavanagh, rappresenta infatti le coordinate della spiaggia di Silver Strand a San Diego, lo stesso luogo raffigurato nella copertina di A Fine Day to Exit.
Dal punto di vista musicale l'album rimane legato al rock progressivo, presentando tuttavia una maggior influenza elettronica rispetto al precedente album Distant Satellites e un maggior impiego del pianoforte e degli strumenti ad arco, rendendo le sonorità più oscure rispetto al passato.

## Tracce
Testi e musiche di Daniel Cavanagh, eccetto dove indicato.
1. 32.63N 117.14W – 1:18 (Daniel Cavanagh, Vincent Cavanagh, John Douglas)
2. Leaving It Behind – 4:27 (John Douglas, Vincent Cavanagh)
3. Endless Ways – 5:49
4. The Optimist – 5:37
5. San Francisco – 4:59 (Daniel Cavanagh, Vincent Cavanagh)
6. Springfield – 5:49
7. Ghosts – 4:17
8. Can't Let Go – 5:00 (John Douglas, Vincent Cavanagh)
9. Close Your Eyes – 3:39
10. Wildfires – 5:40
11. Back to the Start – 11:41 (John Douglas, Vincent Cavanagh) – contiene una traccia fantasma senza titolo

CD bonus nell'edizione deluxe
1. Leaving It Behind (Demo) – 4:43 (John Douglas, Vincent Cavanagh)
2. The Optimist (Demo) – 3:52
3. Springfield (Live) – 4:52
4. Ghosts (Live) – 4:04
5. Can't Let Go (Live) – 4:37 (John Douglas, Vincent Cavanagh)
6. Wildfires (Demo) – 5:54

## Formazione
Hanno partecipato alle registrazioni, secondo le note di copertina:
Gruppo
- Lee Douglas – voce
- Jamie Cavanagh – basso
- Daniel Cardoso – batteria
- John Douglas – batteria, programmazione, tastiera
- Vincent Cavanagh – voce, programmazione, tastiera, chitarra, basso, arrangiamenti musicali
- Daniel Cavanagh – chitarra elettrica e acustica, pianoforte, basso, tastiera, voce (traccia 10)

Altri musicisti
- Paul Leonard Morgan – arrangiamento strumenti ad arco
- Greg Lawson – violino
- Alistair Savage – violino
- Emily Ward – violino
- Kobus Frick – violino
- Liza Webb – violino
- Paul Medd – violino
- Tom Dunn – viola
- Sophie Rathbone – viola
- Robert Anderson – violoncello
- Michael Owers – trombone
- Duncan Lyall – contrabbasso

Produzione
- Tony Doogan – produzione, registrazione, missaggio
- Vincent Cavanagh – pre-produzione, assistenza al missaggio 5.1
- Frank Arkwright – mastering
- Bruce Soord – missaggio 5.1

## Classifiche
| Classifica (2017)          | Posizione massima |
| -------------------------- | ----------------- |
| Austria                    | 37                |
| Belgio (Fiandre)           | 44                |
| Belgio (Vallonia)          | 53                |
| Finlandia                  | 10                |
| Germania                   | 17                |
| Italia                     | 41                |
| Paesi Bassi                | 22                |
| Portogallo                 | 45                |
| Regno Unito                | 34                |
| Regno Unito (rock & metal) | 2                 |
| Stati Uniti (heatseekers)  | 11                |
| Stati Uniti (independent)  | 25                |
| Stati Uniti (tastemaker)   | 23                |
| Svizzera                   | 35                |